# 西海岸嘻哈
西海岸嘻哈（英語：West Coast hip-hop）是嘻哈音乐的一种区域分支，囊括了所有发迹于美国西部地区的艺人或音乐作品，与之相对应的东海岸嘻哈则以纽约市为主。西海岸嘻哈的分支——匪帮说唱在20世纪90年代早期统治了电台播放以及音乐销售市场。而在1990年代末，嘻哈音乐的焦点又重返东海岸，同时也开始融合大量南部嘻哈风格。西海岸嘻哈以其大量从放克和灵魂乐中采样，从而形成节拍而闻名。
西海岸嘻哈的另一特征是，有着丰富的地下嘻哈作品，其中洛杉矶和舊金山灣區更是两大热点地区。大多西海岸地下嘻哈作品比起主流的作品而言，更加注重抒情技巧。

## 历史

### 早年
有人认为，嘻哈文化的四要素：饶舌、B-boy、DJ、塗鴉，于1970年代中叶同时出现在美国的东海岸和西海岸。这同通说所认为的嘻哈文化的基本元素都诞生并壮大于东海岸，尤其是纽约市是该种文化最早舞台的观点大相径庭。尽管纽约作为嘻哈得名地的说法已经得到广泛认同，但是有人认为在同一时期，洛杉矶和旧金山湾区也诞生了同东海岸类似的嘻哈文化。嘻哈文化被认为很可能是来自东西海岸人们将各区域所特有的元素交融在一起，共同创造的结晶。

### 幫派饒舌时代
幫派饒舌興起，Schoolly D、Ice-T以及莫里安·冉奇（Moriah Rhunkie）等被视為先行者，在他们崭露头角后数年，加利福尼亚州洛城康普顿，出現了由德瑞博士、Eazy-E和Ice Cube的幫派饒舌樂團N.W.A，并使得幫派饒舌迅速获得了业界的广泛关注。结果，因他们在1988年里程碑式的唱片作品《Straight Outta Compton》，N.W.A.以及他们的厂牌Ruthless唱片公司私下里收到了来自联邦调查局副局长的一封信，信中痛斥了他们专辑的歌词主题和内容。90年代早期，幫派饒舌成为了西海岸最为常见的嘻哈形式，诞生了众多广受评论好评并获得极大商业成功的艺人。

## 另类嘻哈和地下嘻哈
|                                               | 在那个时候，我们所拥有的一切就是N.W.A，所有人都觉得从洛杉矶出来的所有音乐都是匪帮说唱……我们不一定非要做那种音乐，你知道的吧？让他们做匪帮说唱，而我们则去创作些别的东西。 |
| ——P.E.A.C.E.（原名Mtulazaji Davis，嘻哈歌手） | |

在90年代早期，许多洛杉矶嘻哈界最有才华且雄心勃勃的说唱艺人都会来到美好生活咖啡店（Good Life Cafe），在其中磨练他们的技巧，加强他们的创作功底。80年代末到90年代中期，如Del tha Funkee Homosapien、Abstract Rude、艾哈迈德、Freestyle Fellowship 、侏罗纪5、The Pharcyde、Skee-Lo、Dogg Pound组合成员之一酷鲁特以及其他许多艺人都曾到美好生活咖啡馆的周四的公开表演夜上展示自己的才华。2009年的纪录片《This Is the Life》中，洛杉矶的嘻哈艺人、美好生活咖啡厅的常客2Mex将美好生活咖啡厅中的表演比作是纽约市的庞克摇滚乐以及西雅图的音乐。

## 代表性艺人、团体
- 德瑞博士
- The D.R.E.
- 黑暗堡垒
- 尼哥有態度（N.W.A）：Ice Cube、Eazy-E、DJ Yella、MC Ren
- 庫里奧
- 史努比狗狗
- 吐派克·夏库尔
- Xzibit
- 肯德里克·拉马尔